# Olivier Blanckart
Olivier Blanckart, né à Bruxelles le 4 août 1959, est un artiste belge autodidacte, sculpteur, photographe et critique d'art.

## Carrière
Olivier Blanckart est professeur et chef d'atelier aux Beaux-Arts de Paris.
En 2024, son rôle dans l'autocensure de l'ouvrage Les Suffragettes de l'Art suscite une polémique,.